# Tityus timendus
Espèce
Tityus timendus est une espèce de scorpions de la famille des Buthidae.

## Distribution
Cette espèce est endémique de la province d'Esmeraldas en Équateur,. Elle se rencontre vers San Javier de Cachaví.

## Description
Le mâle holotype mesure 70 mm.
Le mâle décrit par Lourenço en 2012 mesure 65 mm.

## Systématique et taxinomie
Cette espèce a été décrite par Pocock en 1898. Elle est placée en synonymie avec Tityus asthenes par Lourenço en 1988. Elle est relevée de synonymie par Lourenço en 2012.

## Publication originale
- Pocock, 1898 : « Descriptions of some Scorpions from Ecuador. » Annals and Magazine of Natural History, sér. 7, vol. 1, p. 413-422 (texte intégral).